# المستوى السابع الصحي
المستوى السابع الصحى HL7 (Health Level 7) هو برتوكول يسمح بتبادل المعلومات بين التطبيقات المختلفة في المجال الصحى يهدف إلى تحسين مستوى الرعاية الصحية.
انّ زيادة الكم الهائل في عدد التطبيقات السريرية والدفع الوطني المستمر لتحقيق سجل صحة إلكتروني موحد عاملان يقودان إلى توفير لغة مشتركة بين التطبيقات المختلفة.
وكثيرا ما فهم خطأ ان مستوى السابع الصحى تطوير البرمجيات. في الواقع، hl7 تطوير المواصفات، بالمراسلة الموحدة التي تمكن من تبادل البيانات الإدارية والسريريه.

## منظمة المستوى السابع الصحى HL7
منظمة غير ربحية معترف بها من قبل المعهد القومي الأمريكي للتنميط (بالإنجليزية: American National Standards Institute) ويختصر بANSI.
وهذه المنظمة مكونة من أفراد ومجموعات تجمعهم المصلحة العامة في التقدّم وتطوير المعايير للرعاية الصحية الإدارية والسريرية.

## ماذا يعني اسم "HL7"؟
يشير الرقم 7 إلى الطبقة السابعة من طبقات النموذج المرجعي (اتصال الأنظمة المفتوحة OSI) وهي طبقة التطبيقات Application Layer التي طورتها منظمة المعايير الدولية ISO (المنظمة الدولية للتوحيد القياسي).